# Pogonocherus ressli
Pogonocherus ressli là một loài bọ cánh cứng trong họ Cerambycidae.